# Labrus
Labrus is het typegeslacht van de familie van de lipvissen (Labridae). Er zijn vier soorten die allemaal voorkomen in de oostelijke Atlantische Oceaan. Één soort, de gevlekte lipvis, komt vrij algemeen voor in de kustwateren van de Lage Landen.

## Lijst van soorten
- Labrus bergylta Ascanius, 1767 – Gevlekte lipvis
- Labrus merula  Linnaeus, 1758  – Bruine lipvis
- Labrus mixtus Linnaeus, 1758  – Koekoeklipvis
- Labrus viridis  Linnaeus, 1758 – Groene lipvis